# Meadowbank Stadium
Das Meadowbank Stadium (offiziell: Meadowbank Sports Centre) ist eine Mehrzwecksportanlage im gleichnamigen Stadtteil Meadowbank in der schottischen Hauptstadt Edinburgh. Es wurde auf dem Gelände der früheren Sportstätten New Meadowbank und Old Meadowbank errichtet und war Austragungsort der Commonwealth Games 1970 und 1986, und damit das erste Stadion, an dem die Spiele zweimal stattfanden. Das Stadion war regelmäßig Austragungsort von Fußballveranstaltungen. Zwischen 1974 und 1995 war es die Heimspielstätte des Scottish-Football-League-Teams Meadowbank Thistle. Zwischen 2002 und 2004 wurde das Meadowbank Stadium auch als Austragungsort von Edinburgh Rugby für Rugby Union genutzt. Es ist die derzeitige Heimat des schottischen Drittligafußballvereins Edinburgh City.

## Lage und Ausstattung
Das Meadowbank Stadium liegt in der Nähe der Easter Road, der Heimspielstätte von Hibernian Edinburgh, das im nordöstlichen Stadtteil Leith liegt und an Meadowbank grenzt. Das Stadion ist in erster Linie ein Leichtathletikstadion, das sich im Besitz der Stadt Edinburgh befindet und von ihr betrieben wird. Auf der einen Seite des Stadions befindet sich die neue kleinere Haupttribüne. Diese ist einstöckig, verfügt über ein Dach, sodass es bis auf die hinteren Sitzreihen weitgehend frei von tragenden Säulen ist, die die Sicht behindern könnten, und hat eine Kapazität von 500 Sitzplätzen. Die Haupttribüne erstreckt sich über die gesamte Länge des Spielfeldes. Auf einer Seite der Tribüne befindet sich ein großes Gebäude, das Teil des angrenzenden Meadowbank Sports Centre ist. Eine achtspurige Laufbahn umgibt den Spielbereich und am Westende des Stadions befindet sich eine riesige elektronische Anzeigetafel. Beide Enden verlaufen halbkreisförmig um die Laufbahn und verfügen über eine Mischung aus Sitzbänken und Stehplätzen. Das Stadion verfügt über vier riesige Flutlichtmasten, die weithin sichtbar sind.

## Veranstaltungen

### Bahnradfahren

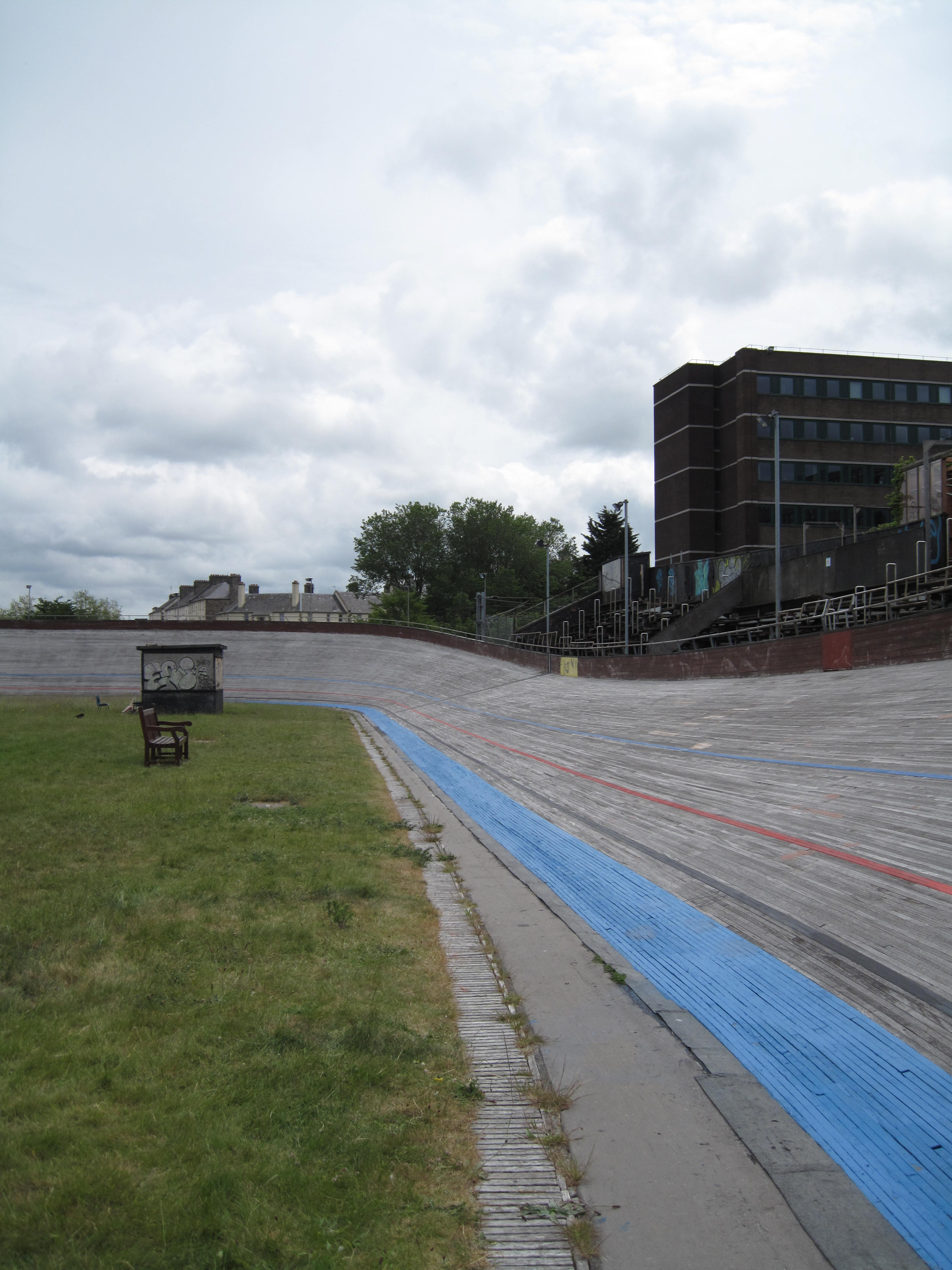
Meadowbank Velodrome (2015)

Die Meadowbank-Radrennbahn war die Heimat der regionalen Bahnrad-Akademie im Osten Schottlands. Die 250 Meter lange Bahn wurde von Architekten aus Deutschland für die Commonwealth Games 1986 gebaut. Es war unter anderem die Heimstrecke von Chris Hoy und Craig MacLean. Die Nutzung der Strecke nahm im Laufe der Jahre ab – hauptsächlich aufgrund des Baus der Commonwealth Arena und Sir Chris Hoy Velodrome. Ein örtlicher Fahrradclub, der Edinburgh Road Club, veranstaltete weiterhin einige Veranstaltungen auf der alten Strecke, bis diese 2017 endgültig geschlossen wurde.

### Basketball
Das Meadowbank Stadium verfügte über drei große Hallen mit Basketballanlagen, die jedoch nur selten für die Öffentlichkeit zugänglich waren. Das Basketballteam der Edinburgh Rocks nutzte eine der großen Hallen unter dem Namen Meadowbank Arena, bis es 2002 in die Braehead Arena nach Renfrew umzog und in Scottish Rocks umbenannt wurde.

### Boxen

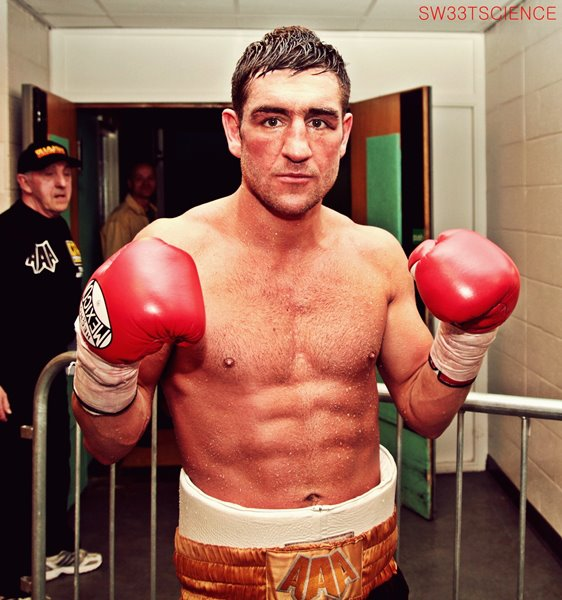
Alex Arthur nach einem Kampf im Meadowbank (2012)

Das Meadowbank Stadium wurde für viele Boxveranstaltungen genutzt, Halle 1 war der Austragungsort für Kämpfer wie Alex Arthur und Ricky Burns.

### Commonwealth Games
Das Meadowbank Stadium wurde für die Commonwealth Games 1970 für 2,8 Millionen Pfund gebaut. Es wurde am 2. Mai 1970 von Edward, 2. Duke of Kent eröffnet. Die Commonwealth Games 1986 fanden ebenfalls in Meadowbank statt, womit die Commonwealth Games erstmals zweimal am gleichen Ort stattfanden. Die Spiele 1986 erlitten ein finanzielles Defizit und wurden aufgrund der Unterstützung der britischen Regierung für das Apartheidregime in Südafrika weitgehend boykottiert. Das Stadion verfügte einst über einen eigenen Bahnhof, der eine Verbindung mit dem Bahnhof Edinburgh Waverley hatte, und für die Commonwealth Games 1986 erbaut wurde.

### Fußball
Meadowbank Thistle spielte ab 1974 im Stadion, bis es in die Planstadt Livingston umzog und ab dem Jahr 1996 unter dem Namen FC Livingston am Spielbetrieb teilnahm. Ihr letztes Spiel als Meadowbank Thistle fand im Mai 1995 statt. Livingston spielte danach im Almondvale Stadium. Edinburgh City
spielte danach ab 1996 bis 2017 dort und danach bis zum Saisonende 2020/21 im Ainslie Park im Nordwesten Edinburghs, da das Meadowbank Stadium in dieser Zeit renoviert wurde. Edinburgh City zog im Juli 2022 nach der Wiedereröffnung zurück in das Meadowbank Stadium.

### Musik

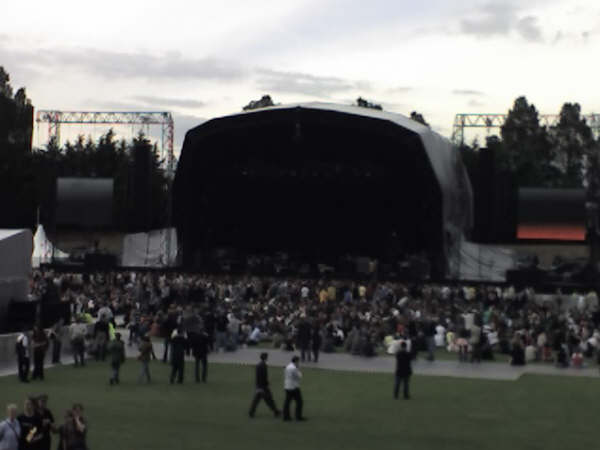
Radiohead spielt im Meadowbank Stadium (2006)

Im Meadowbank Stadium wird als Veranstaltungsort für Konzerte mit einer Kapazität von bis zu 25.000 Zuschauern genutzt. Unter anderem traten Radiohead, Snow Patrol, Muse, My Chemical Romance, Pixies, Foo Fighters, Nine Inch Nails, Kaiser Chiefs, Simple Minds und Razorlight auf. Zwischen 2000 und 2012 war es regelmäßig Veranstaltungsort beim The Edge Festival (auch als T on the Fringe bekannt).

### Rugby
Der professionelle Rugby-Union-Club Edinburgh Rugby nutzte das Stadion von 2002 bis zu seinem Umzug ins Murrayfield Stadium im Jahr 2004.

### Schießanlage
Im Meadowbank Stadium befanden sich in den 1970er und 1980er Jahren sowohl ein 10-Meter-Luftgewehrschießplatz als auch ein 50-Meter-Innenschießplatz für Kleinkalibergewehre. Die Schießanlage wurde 1990 geschlossen, aber 2014 vor den Commonwealth Games 2014 in Glasgow renoviert und als Trainingsort genutzt. Die Anlage blieb bis zur Schließung des Standorts im Jahr 2017 in Betrieb.

### Weitere Sportarten
Das Stadion war 2014 Austragungsort der Commonwealth Taekwondo. 1998 war es Austragungsort der European Juggling Convention. Das Sportzentrum war Gastgeber der professionellen World Snooker Tour für die Scottish Open 2022, nachdem das Turnier seine traditionelle Heimat im nahegelegenen Glasgow verloren hatte.

## Sanierung und Renovierung
Im Jahr 2006 veröffentlichte der Stadtrat von Edinburgh Pläne zum Abriss des Meadowbank-Stadions und zum Verkauf des Geländes für Wohnzwecke. Am 13. März 2008 stimmte der Rat von Edinburgh dafür, das Gelände des Meadowbank-Stadions zu verkaufen und östlich des Geländes eine kleinere Sportanlage zu errichten. Die Vorschläge zum Verkauf von Meadowbank wurden 2009 zurückgestellt, nachdem die Grundstückspreise in Edinburgh gesunken waren. Im Dezember 2013 wurden vom Edinburgh Council drei Optionen für die Sanierung von Meadowbank zur Prüfung vorgelegt. Ein geplanter Entwurf wurde im November 2016 veröffentlicht. Die Arbeiten sollten nach Ende der Fußballsaison 2016/17 beginnen. Das Stadion wurde wegen Sanierungsarbeiten im Dezember 2017 geschlossen und die neuen Einrichtungen sollten im Frühjahr 2020 eröffnet werden. Im Januar 2018 wurden Bauanträge für die detaillierte Genehmigung des neuen Sportzentrums und grundsätzlich für die Bebauung des restlichen Geländes veröffentlicht. Im Juli 2018 genehmigte der Rat detaillierte Pläne für das neue Meadowbank Sports Centre und die Neugestaltung des umliegenden Geländes für Wohnraum, Studentenunterkünfte, Hotels und gewerbliche Nutzung. Die Arbeiten begannen 2019 und wurden 2021 abgeschlossen. Edinburgh City gab im März 2021 bekannt, dass sie für die Fußballsaison 2021/22 nach Meadowbank zurückkehren würden. Dies geschah aufgrund der laufenden Arbeiten in Meadowbank nicht und Edinburgh City blieb ein weiteres Jahr im Ainslie Park.

## Galerie

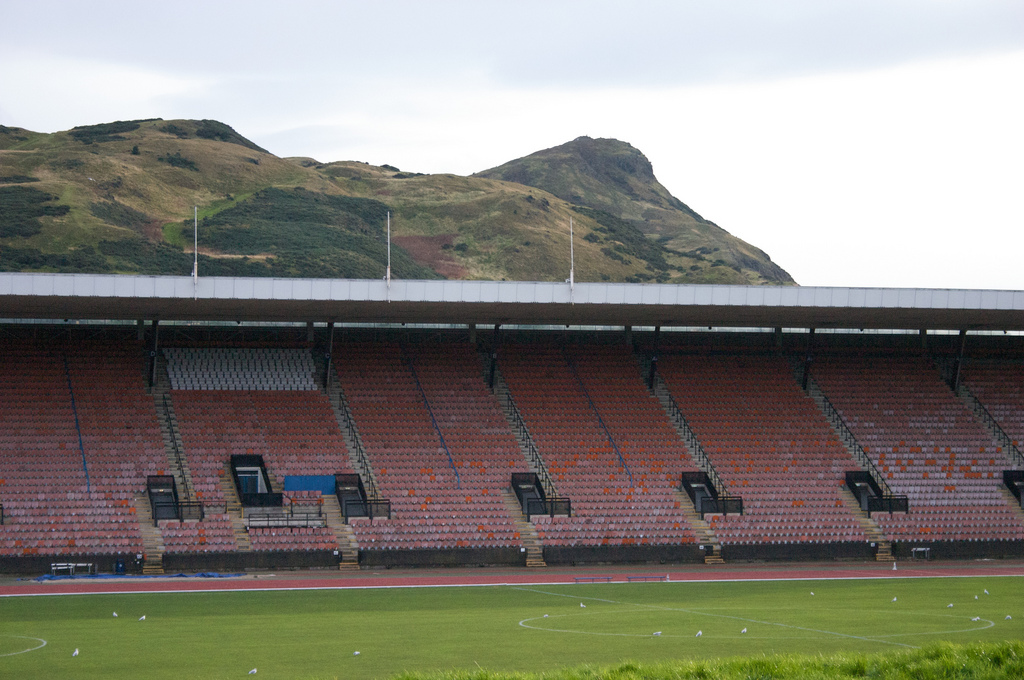
Abgerissene Haupttribüne (2010)
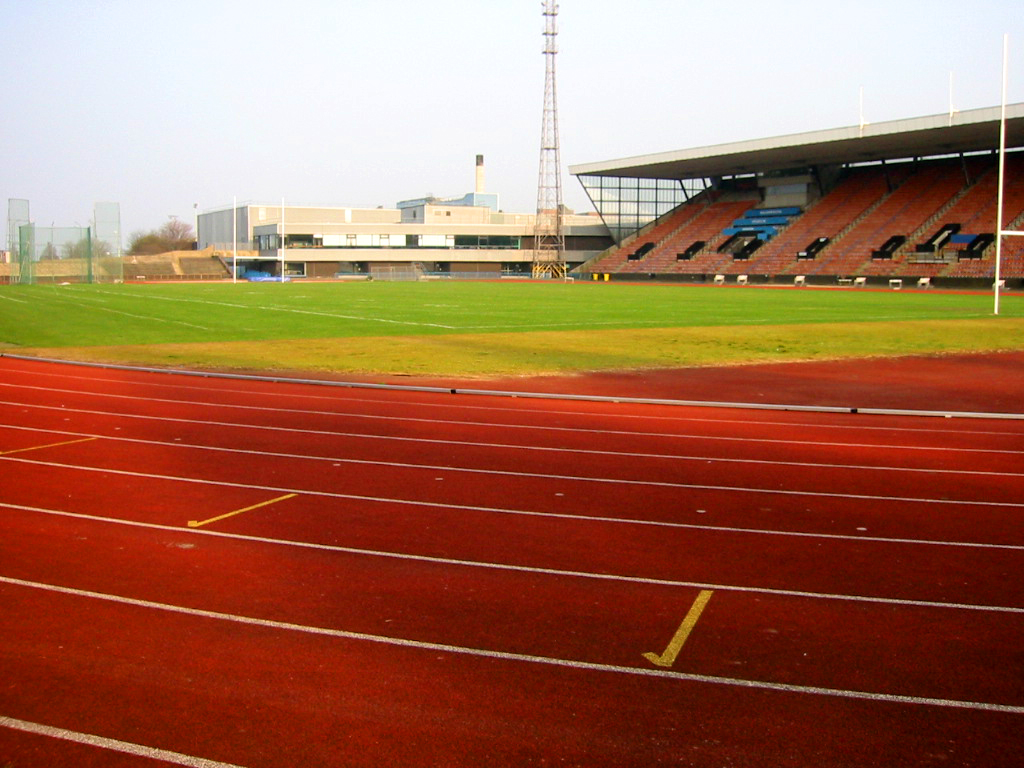
Laufbahn mit der abgerissenen Haupttribüne (2007)
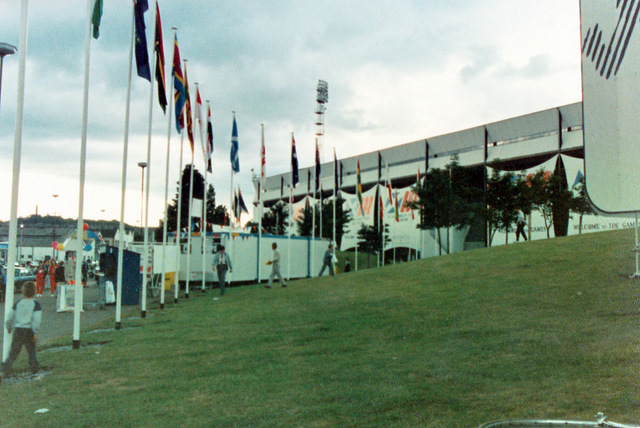
Commonwealth Games 1986